# Saltbuske
Saltbuske (Halimodendron halodendron) är en växtart i familjen ärtväxter och den enda arten i släktet. Arten förekommer naturligt i östra Europa och österut till centrala och östra Asien, men förekommer odlad i Sverige.

## Synonymer
f. halodendron
Halimondendron argenteum Fischer.
Robinia halodendron Pallas
f. albiflorum (Karelin & Kirilov) X. Y. Zhu
Halimodendron argenteum var. albiflora Karelin & Kirilov
Halimodendron halodendron var. albiflorum (Karelin & Kirilov) Prjachin